# Troglorhopalurus iuiu
Espèce
Troglorhopalurus iuiu est une espèce de scorpions de la famille des Buthidae.

## Distribution
Cette espèce est endémique de l'État de Bahia au Brésil. Elle se rencontre à Iuiú et Malhada dans des grottes.

## Description
Le mâle holotype mesure 34,00 mm et la femelle paratype 46,00 mm

## Systématique et taxinomie
Cette espèce a été décrite par Carvalho, Silva, Emanuela de Souza et Feirreira en 2025.

## Étymologie
Son nom d'espèce lui a été donné en référence au lieu de sa découverte, Iuiú.

## Publication originale
- Carvalho, Silva, Emanuela de Souza & Feirreira, 2025 : « Taxonomy and Distribution of the Cave-Dwelling Scorpions Troglorhopalurus (Scorpiones, Buthidae), with the Description of a New Cave-Restricted Species. » Arthropoda, vol. 3, no 2, p. 1-30 (texte intégral).